# Leonidas Pyrgos
Leonidas (Leon) Pyrgos (Mantinea 1874) is een Grieks schermer.
Pyrgos won tijdens de Olympische Zomerspelen 1896 de gouden medaille in het onderdeel floret voor leraren

## Resultaten
- Olympische Zomerspelen 1896 in Athene  floret voor leraren